# Француски Алжир
Француски Алжир (фр. Alger до 1839, затим Algérie накнадно; незванично Algérie française; арап. الجزائر المستعمرة), такође познат као Колонијални Алжир, био је период алжирске историје када је земља била колонија, а касније саставни део Француске. Француска владавина трајала је до краја Алжирског рата за независност, што је резултирало стицањем независности Алжира 5. јула 1962. године.
Француско освајање Алжира почело је 1830. године инвазијом на Алжир, којом је свргнуто регентство Алжира, иако Алжир није био потпуно освојен и смирен до 1903. године. Процењује се да је до 1875. године убијено приближно 825.000 староседелаца Алжира. Разни научници описују француско освајање као геноцид. Алжир је био колонија од 1830. до 1848. године, а затим као више департмана, саставни део Француске, са доношењем Устава Друге француске републике 4. новембра 1848. године, све до алжирске независности 1962. године. Након путовања у Алжир 1860. године, тадашњи француски цар Наполеон III постао је заинтересован за оснивање клијентског краљевства којим би владао у персоналној унији, проширујући слободе за староседелачко становништво и ограничавајући колонизацију (став за који се надао да ће ојачати француски упориште у муслиманском свету, али који није био популаран код локалних европских досељеника). Међутим, овај пројекат не би никуда водио, а новооснована Трећа република би одустала од свих планова за алжирску регионалну аутономију, чак би настојала да ојача свој утицај давањем држављанства алжирском староседелачком јеврејском становништву, што је описано као пример политике „завади па владај“.
Као призната јурисдикција Француске, Алжир је постао одредиште за стотине хиљада европских имиграната. Прво су били познати као колонисти, а касније као pieds-noirs, термин који се првенствено примењује на етничке Европљане рођене у Алжиру. Аутохтоно муслимани су чинили већину становништва на већини територије током њене историје. Постепено, незадовољство међу муслиманским становништвом, због недостатка политичке и економске слободе, подстакло је позиве за већу политичку аутономију, а на крају и независност од Француске. Масакр у Сетифу и Гелми, 1945. године, означио је тачку без повратка у француско-алжирским односима и довео је до избијања Алжирског рата, који је окарактерисано употребом герилског ратовања од стране Фронта националног ослобођења и злочинима против човечности од стране Француза. Рат је завршен 1962. године, Алжир је стекао независност након Споразума у Евијану у марту 1962. и референдума о самоопредељењу у јулу 1962. године.
Током последњих година као део Француске, Алжир је био један од оснивача Европске заједнице за угаљ и челик и Европске економске заједнице.